# Королёв, Герасим Григорьевич
Герасим Григорьевич Королёв (1924—1945) — лейтенант Рабоче-крестьянской Красной Армии, участник Великой Отечественной войны, Герой Советского Союза (1945).

## Биография
Герасим Королёв родился 3 марта 1924 года в деревне Мелехово (ныне — Дмитровский район Московской области). После окончания семи классов школы работал учеником слесаря. В августе 1942 года Королёв был призван на службу в Рабоче-крестьянскую Красную Армию. С марта 1943 года — на фронтах Великой Отечественной войны. В 1944 году Королёв окончил курсы младших лейтенантов. К январю 1945 года лейтенант Герасим Королёв командовал стрелковым взводом 2-го стрелкового батальона 1052-го стрелкового полка 301-й стрелковой дивизии 9-го стрелкового корпуса 5-й ударной армии 1-го Белорусского фронта. Отличился во время освобождения Польши.
14 января 1945 года взвод Королёва выбил противника из занимаемой им траншеи. Когда в бою выбыл из строя командир роты, Королёв заменил его собой. Под его командованием рота переправилась через Пилицу и захватила плацдарм на её западном берегу. 15 января рота Королёва прорвала немецкую оборону в районе населённого пункта Леханица в 5 километрах к юго-западу от города Варка и за два последующих дня захватила важную высоту и несколько рядов траншей, уничтожив более 100 солдат и офицеров противника. 8 февраля 1945 года Королёв погиб в бою. Похоронен в населённом пункте Гросс-Нойендорф земли Бранденбург Германии.
Указом Президиума Верховного Совета СССР от 27 февраля 1945 года за «мужество и героизм, проявленные в наступательных боях и при форсировании реки Пилицы», лейтенант Герасим Королёв посмертно был удостоен высокого звания Героя Советского Союза. Также посмертно был награждён орденом Ленина.